# 무한 후퇴

무한 후퇴 그림

무한 후퇴(infinite regress)는 일련의 명제에서 명제 P1의 참이 명제 P2를 근거로 요구하고, 명제 P2의 참은 명제 P3을 근거로 요구하며, ... , 명제 Pn-1의 참은 명제 Pn을 근거로 요구하여 n이 무한으로 발산하면 발생한다. 무한 후퇴는 선순환적인 것과 아닌 것으로 구분된다.
무한 후퇴는 일련의 각 개체가 이전 개체에 의존하거나 이전 개체에 의해 생성되는 방식을 결정하는 재귀 원칙에 의해 관리되는 일련의 무한한 개체이다. 예를 들어, 인식론적 후퇴에서는 어떤 믿음이 정당화되는 또 다른 믿음에 기초하기 때문에 정당화된다. 그러나 이 다른 믿음은 그 자체가 정당화되기 위해서는 또 하나의 정당화된 믿음이 필요하다. 무한 후퇴 논증(infinite regress argument)은 이 이론이 무한 후퇴로 이어진다는 사실에 기초한 이론에 반대하는 논증이다. 그러한 주장이 성공하려면 문제의 이론이 무한 후퇴를 수반한다는 것뿐만 아니라 이 후퇴가 악하다는 것도 입증해야 한다. 후퇴가 악의적일 수 있는 방법에는 여러 가지가 있다. 가장 심각한 형태의 악랄함(viciousness)은 형이상학적 불가능이라는 형태의 모순을 포함한다. 무한 후퇴가 문제의 이론이 타당하지 않거나 해결하기 위해 공식화된 문제를 해결하지 못한 원인이 될 때 다른 형태가 발생한다. 전통적으로 각각의 무한 후퇴는 악하다는 것이 별 논쟁 없이 가정되는 경우가 많았으나 현대 철학에서는 이 가정이 의문을 제기해 왔다. 일부 철학자들은 무한 후퇴를 통해 이론을 명시적으로 옹호했지만, 더 일반적인 전략은 후퇴를 피하는 방식으로 문제의 이론을 재구성하는 것이었다. 그러한 전략 중 하나는 토대주의(foundationalism)인데, 이는 다른 모든 요소가 발생하지만 그 자체로는 이런 방식으로 설명되지 않는 계열의 첫 번째 요소가 있다고 가정한다. 또 다른 방법은 일반적으로 문제의 개체를 선형 계열이 아닌 상호 연결된 네트워크로 보는 전체적인 설명에 기반한 일관성이다. 무한후퇴 논증은 철학의 다양한 분야에서 이루어져 왔다. 유명한 예로는 우주론적 논증, 브래들리의 후퇴 및 인식론에서의 후퇴 논증이 있다.

## 아리스토텔레스
아리스토델레스는 몇 가지 지식은 입증에 의존하지 않기 때문에 앎은 무한 후퇴를 요하지 않는다고 주장하였다.

## 의식
의식에서 무한 후퇴는 우리가 "의식에 상관하는 뇌활동"(Neural correlates of consciousness)의 결과를 관찰하는 것이 누구인지 물을 때 발생하는 일련의 무한한 내부 관찰자의 형성이다.

## 광학
광학에서 무한 후퇴는 평행하게 마주보는 두 개의 거울에서 생성되는 일련의 무한히 후퇴하는 이미지의 형성이다.

## 같이 보기
- 후퇴 논증
- 동작 (철학)
- 가치론
- 닭이 먼저냐, 달걀이 먼저냐
- 우주론적 논증
- 부동의 동자
- 프랙탈
- 재귀
- 시간의 비현실성
- 파르메니데스 (대화편)
- 제논의 역설